# Kratos Defense
Kratos Defense & Security Solutions, Inc. es una empresa estadounidense del sector de la defensa, especializada en drones, comunicaciones por satélite, ciberdefensa, misiles y sistemas de combate y entrenamiento. Tiene su sede en San Diego, California. Sus clientes son el gobierno federal de Estados Unidos y otros gobiernos aliados o agencias de seguridad pública o privada. La compañía cuenta con 2 700 empleados (2019), principalmente ingenieros. Muchos puestos necesitan además una habilitación especial de la agencia nacional de seguridad. Prácticamente la totalidad del trabajo de la empresa se efectúa en bases militares o infraestructuras de la seguridad nacional.
Algunos productos de Kratos han sido concebidos en el marco de un programa del Pentágono para la cooperación con las empresas del sector tecnológico de Silicon Valley.

## Historia
La empresa nació con el nombre de Wireless Facilities Incorporated, con una actividad centrada en las infraestructuras de las telecomunicaciones y su red de coberturas. En 2004, sus directivos reorientaron sus trabajos hacia la red de colaboradores del gobierno estadounidense, principalmente del Departamento de Defensa. Después, hasta 2009, Kratos fue comprando y reordenando un grupo de empresas que ya trabajaba con el Estado federal, sobre todo pequeñas y medianas empresas del sector de la seguridad y de los servicios. Se trata de :
- JMA Associates ;
- Madison Research, servicios de ingeniería y tecnologías de la información y la comunicación ;
- Haverstick Consulting, servicios de ingeniería y programas de gestión, subcontratación, gestión de infraestructuras y soluciones tecnológicas;
- SYS Technologies, tecnologías de la información y comunicación inalámbrica, que ya trabajaba con Departamento de Seguridad Nacional de los Estados Unidos ;
- Digital Fusion.

En septiembre de 2007, la empresa adopta el nombre de Kratos Defense & Security Solutions con el fin de reflejar mejor sus nuevos objetivos. A finales de 2008, reorganiza sus departamentos, siendo ahora 4 las estrategias :
1. Tecnologías y formación : transformación operativa, operaciones de cobertura, consultoría y formación;
2. Ingeniería de la defensa : servicios para el mando militar e ingeniería operativa;
3. Sistemas de armas : servicios logísticos, drones blancos, misiles, investigación en armamentos, venta de armas al extranjero;
4. Seguridad pública : sistemas de seguridad y de vigilancia para los operadores civiles y gubernamentales.

El 27 de julio de 2011, Kratos compra la compañía Integral Systems, especializada en gestión y de distribución de datos de origen espacial y terrestre para provecho de coberturas gubernamentales. Empleaba a 800 personas en 14 factorías, con seis filiales :
- Integral Systems Europe, satélites y telefonía móvil;
- Lumistar, telemetría;
- Newpoint Technologies, servicios de telécomunicaciones y satélites;[7]
- RT Logic, sistemas de señales para comunicación aeroespacial;
- SAT Corporation, comunicaciones aeroespaciales;[5]
- CVG, comunicaciones por satélite.

## Productos
- Laser Weapon System
- Kratos XQ-58A Valkyrie